# Żelezno (rejon bieżanicki)
Żelezno (ros. Железно) – wieś (ros. деревня, trb. dieriewnia) w zachodniej Rosji, w osiedlu wiejskim Czichaczowskoje rejonu bieżanickiego w obwodzie pskowskim.

## Geografia
Miejscowość położona jest nad rzeką Uda, 8 km od drogi regionalnej 58K-018 (Porchow – Chriapjewo), 17 km od centrum administracyjnego osiedla wiejskiego (Aszewo), 30 km od centrum administracyjnego rejonu (Bieżanice), 114 km od stolicy obwodu (Psków).

## Demografia
W 2010 r. miejscowość zamieszkiwało 27 osób.